# Таныгина, Мария Ивановна
Мария Ивановна Таныгина — советский хозяйственный, государственный и политический деятель.

## Биография
Мария Ивановна Таныгина родилась в 1887 году в г. Уржум в рабочей семье. Окончила шесть классов Уржумской женской гимназии, затем в ноябре 1906 года пошла работать помощником учителя в начальную школу, в 1908 году выдержала экзамен за курс гимназии и была направлена заведующей школой в д. Смышляево.
В 1917—1952 гг. — учительница Асиновской начальной школы, инспектор Асиновского районного отдела народного образования.
Заслуженный учитель школы РСФСР (Указ Президиума Верховного Совета РСФСР от 07.1940), дважды кавалер ордена Ленина.
Избиралась депутатом Верховного Совета РСФСР 1-го созыва от Томско-Кривошеинского округа Новосибирской области.
Умерла в 1952 году.